# Högbyn
Högbyn är en by i Örnsköldsviks kommun, belägen 15 kilometer norr om Örnsköldsvik vid Högbysjön.
Utöver de åretruntboende bor det även delårsboende i byn. Under sommarhalvåret ökar invånarantalet med många fritidsboende runt sjön.

## Personer från orten
Orten är mest känd för att före detta centerledaren och näringsministern Maud Olofsson, född Olsson, bor här med sin man.